# Tolerancia periférica
La tolerancia periférica es la segunda rama de la tolerancia inmunológica, después de la tolerancia central. Se lleva a cabo en la periferia inmune (después de que las células T y B salen de los órganos linfoides primarios ). Su objetivo principal es garantizar que las células T y B autorreactivas que escapan a la tolerancia central no causen enfermedades autoinmunes.
Los mecanismos de tolerancia periférica incluyen la inactivación directa de las células T efectoras por deleción clonal, conversión a células T reguladoras (Tregs) o inducción de anergia. Tregs, que también se generan durante el desarrollo de las células T tímicas, suprimen aún más las funciones efectoras de los linfocitos convencionales en la periferia. dependencia de un antígeno particular de la tolerancia central o periférica está determinada por su abundancia en el organismo. La tolerancia periférica de las células B está mucho menos estudiada y está mediada en gran medida por la dependencia de las células B de la ayuda de las células T. 

## Ignorancia
Los antígenos, que están presentes en cantidades generalmente bajas, pueden ser ignorados por el sistema inmune sin ningún mecanismo adicional, ya que las células T deben activarse, antes de su migración a tejidos no linfoides. han desarrollado mecanismos especializados que aseguran la ignorancia por parte del sistema inmune en los llamados órganos inmunoprivilegiados.

### Órganos privilegiados
Las células T potencialmente autorreactivas no se activan en sitios inmunoprivilegiados, donde los antígenos se expresan en áreas no vigiladas. Esto puede ocurrir en los testículos, por ejemplo. Las barreras anatómicas pueden separar los linfocitos del antígeno, un ejemplo es el sistema nervioso central (la barrera hematoencefálica). Las células T ingenuas no están presentes en grandes cantidades en el tejido periférico, sino que permanecen principalmente en la circulación y el tejido linfoide. 
Algunos antígenos están en una concentración demasiado baja para causar una respuesta inmune; una estimulación por debajo del umbral conducirá a la apoptosis en una célula T. 
Estos sitios incluyen el cerebro, la cámara anterior del ojo, los testículos y el feto. Estas áreas están protegidas por varios mecanismos: la expresión del ligando Fas se une a Fas en los linfocitos induciendo apoptosis, citocinas antiinflamatorias (incluyendo TGF-beta e interleucina 10) y barrera de tejido sanguíneo con uniones estrechas entre las células endoteliales. 
En la placenta, la indoleamina 2,3-dioxigenasa (IDO) descompone el triptófano, creando un microambiente "desierto de triptófano" que inhibe la proliferación de linfocitos.

## Mecanismos específicos de antígeno
Aunque la mayoría de los clones de células T autorreactivos se eliminan en el timo por los mecanismos de tolerancia central, las células T autorreactivas de baja afinidad escapan continuamente hacia la periferia inmune. Por lo tanto, existen mecanismos adicionales para eliminar las células T autorreactivas del repertorio en la periferia inmune. 

### Eliminación clonal y conversión Treg
Las células dendríticas (DC) son una importante población celular responsable del inicio de la respuesta inmune adaptativa. Sin embargo, las DC inmaduras pueden inducir tolerancia a CD4 y CD8. Estas DC inmaduras adquieren el antígeno de los tejidos periféricos (por endocitosis de células apoptóticas) y lo presentan a las células T ingenuas en los órganos linfoides secundarios. Si la célula T reconoce el antígeno, se elimina o se convierte en Treg. Además, las DC de BTLA+ se identificaron como una población especializada de células presentadoras de antígeno (APC), responsables de la conversión de Treg. Sin embargo, con la maduración (por ejemplo, durante la infección), los DC pierden en gran medida sus capacidades tolerogénicas.
Además de las células dendríticas, se identificaron poblaciones de células adicionales que pueden inducir tolerancia a las células T específicas de antígeno. Estos son principalmente los miembros de las células del estroma de los ganglios linfáticos (LNSC). Las LNSC generalmente se dividen en varias subpoblaciones basadas en la expresión de marcadores de superficie gp38 (PDPN) y CD31. Entre ellos, solo se demostró que las células reticulares fibroblásticas y las células del estroma de los ganglios linfáticos desempeñan un papel en la tolerancia periférica. Ambas poblaciones pueden inducir tolerancia a las células T CD8 mediante la presentación de los antígenos endógenos en las moléculas MHCI e incluso la tolerancia a las células T CD4 mediante la presentación de los complejos péptido-MHCII, que adquirieron de las CD.

### Supresión
Otro mecanismo que protege al cuerpo de las reacciones autoinmunes es la supresión de las células T efectoras autorreactivas por parte de Tregs. Los tregs se pueden generar en el timo durante la selección negativa o en la periferia inmune por los mecanismos descritos anteriormente. Los generados en el timo se llaman Tregs naturales (nTregs) y los generados en la periferia se llaman Tregs inducidos (iTregs). Independientemente de su origen, una vez presentes, los Tregs utilizan varios mecanismos diferentes para suprimir las reacciones autoinmunes. Estos incluyen el agotamiento de IL-2 del medio ambiente y la secreción de citocinas tolerogénicas IL-10 y TGF-β.

### Anergia inducida
Se puede hacer que las células T no respondan a los antígenos presentados si la célula T engancha una molécula de MHC en una célula presentadora de antígeno (señal 1) sin el compromiso de moléculas coestimuladoras (señal 2). Las moléculas coestimuladoras están reguladas positivamente por las citocinas en el contexto de inflamación aguda. Sin las citocinas proinflamatorias, las moléculas coestimuladoras no se expresarán en la superficie de la célula presentadora de antígeno, por lo que se producirá una energía si hay una interacción MHC-TCR entre la célula T y el APC.

## Tolerancia dividida
Dado que muchas vías de inmunidad son interdependientes, no todas necesitan tolerarse. Por ejemplo, las células T tolerizadas no activarán las células B autorreactivas. Sin esta ayuda de las células T CD4, las células B no se activarán.